# Павло (Пушкарський)
отець Павло Пушкарський ЧСВВ, у світі Петро Пушкарський (2 березня 1895, Кристинопіль — 9 серпня 1977, Варшава) — греко-католицький релігійний діяч в Україні та Польщі, священник-василіянин. Жертва сталінського терору.

## Життєпис

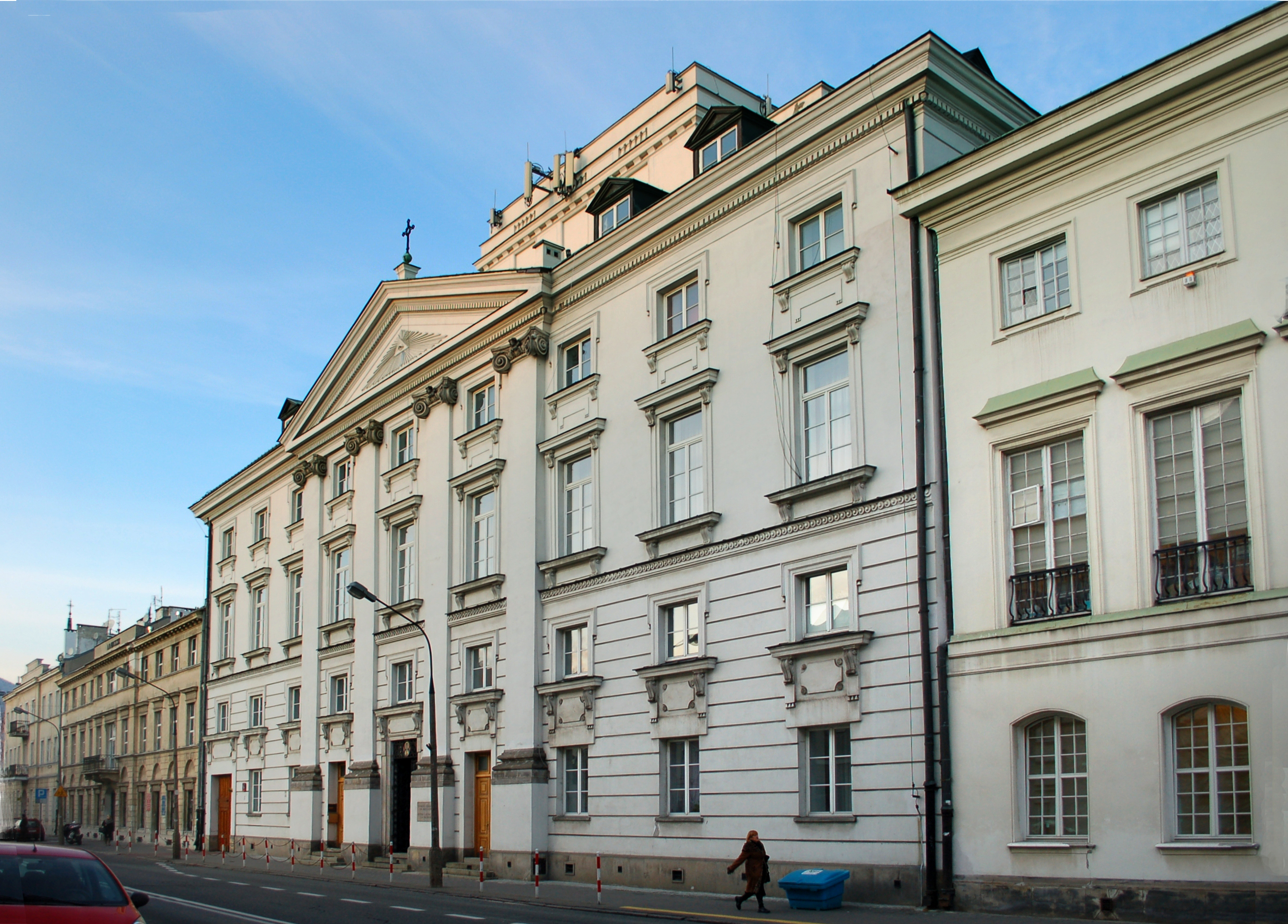
Церква Успіння Пречистої Богородиці, Варшава

Народився у Кристинополі. Батько — Іван, мати — дружина батька Євфросинія, з дому Яремчук.
Навчався в Бучацькій державній гімназії і проживав у конвікті при монастирі отців василіян. 7 вересня 1911 року вступив на вступне випробування до Василіянського Чину і прийняв монаше ім'я Павло. Після закінчення новіціяту у Крехівському монастирі студіював гуманістичні предмети у Лаврівській семінарії. Після початку 1-ї світової разом з іншими кліриками-василіянами був мобілізований до лав санітарів війська Австро-Угорщини. Служив у Чорткові, після його окупації вивезений до Саратова, де перебував у латинській семінарії.
Після укладення в березні 1918 Берестейського миру повернувся до Галичини (Крехівський монастир), продовжив філософські студії. Після початку польсько-української війни разом із монахами Крехівського та Жовківського монастирів був інтернований польською владою (концтабір Домб'є, нині в межах Кракова).
Через кілька місяців звільнений, виїхав до Львова, де у місцевій греко-католицькій семінарії завершив богословські студії. 7 липня 1920 склав вічні обіти.
17 вересня 1922 року висвячений на священника перемишльським владикою Йосафатом Коциловським ЧСВВ. 26 жовтня 1926 року призначений ігуменом Краснопущанського монастиря ЧСВВ. 17 серпня 1931 року став настоятелем монастиря та настоятелем монастирської церкви у Варшаві, душпастирем українців у столиці і околицях. Від 1938 року — парох відновленої греко-католицької парафії Успіння Пресвятої Богородиціу Варшаві, (тепер вул. Мьодова, 16).
Гітлерівську окупацію пережив у Варшаві. Початок Варшавського повстання зустрів у місті Отвоцьк, тут перебував до його кінця. У травні 1945 повернувся до Варшави.
Після Другої світової сприяв відбудові знищеного монастиря — єдиної легально діючої василіянської обителі на контрольованих «совітами» територіях. Репресований комуністичним режимом (арешт 15 грудня 1952), потрапив до тюрми, де просидів до 1955 року. Реабілітований у 1957 році.
Помер 9 серпня 1977 року у Варшавському монастирі. Був похований у василіянському гробівці на Брудні у Варшаві.
Залишив спогади, які зберігають в архіві Генеральної курії василіян у Римі.